# Haetera negra
Haetera negra är en fjärilsart som beskrevs av Felder 1862. Haetera negra ingår i släktet Haetera och familjen praktfjärilar. Inga underarter finns listade i Catalogue of Life.